# Athlete Kings
Athlete Kings, plus connu en dehors de l'Europe sous son nom original DecAthlete (デカスリート), au Japon, ou  Decathlete en Amérique du Nord, est un jeu vidéo de sport de type décathlon sorti en mai 1996 sur le système d'arcade Sega Titan Video, puis sur Sega Saturn à partir de juillet 1996. Le jeu a été développé par Sega AM3 et édité sur Saturn par Sega, sauf au Brésil où il a été commercialisé par Tec Toy.
Il fait partie de la série DecAthlete, dont il constitue le premier épisode et a pour suite Winter Heat.

## Système de jeu

### Généralités
Le joueur contrôle des athlètes spécialisés dans différentes disciplines de type décathlon. Athlete Kings reprend le principe de Track and Field, sorti en 1983 : il est ainsi nécessaire de presser de manière répétée et rapide un ou plusieurs boutons pour gagner de la vitesse et sur un autre pour effectuer diverses actions, telles que sauter ou lancer un projectile.

### Disciplines
Athlete Kings propose dix épreuves d'athlétisme classiques,,.
Quatre d'entre elles concernent la course à pied : le 100 mètres (« 100-meter Dash »), le 110 mètres haies (« 110-meter Hurdles »), le 400 mètres (« 400-meter Race ») et le 1 500 mètres (« 1500-meter Race »).
Trois disciplines se rapportent au saut : le saut en longueur (« Long Jump »), le saut en hauteur (« High Jump ») et le saut à la perche (« Pole Vault »).
Les trois épreuves restantes sont relatives aux lancers : le lancer du poids (« Shot Put »), le lancer du disque (« Discus Throw ») et enfin le lancer du javelot (« Javelin Throw »).

## Développement
DecAthlete a été créé à l'occasion des jeux olympiques d'été de 1996 ; néanmoins, la licence des jeux olympiques ayant été accordée à US Gold pour son jeu International Track and Field, Sega n'a pu l'apposer sur le sien.

## Réception

### Sortie
En raison d'un problème de licence au Royaume-Uni, le nom de DecAthlete a été changé sur la version européenne ; ainsi, celle-ci est sortie en septembre 1996 sous le titre Athlete Kings.

### Accueil
DecAthlete a été très bien accueilli lors de sa sortie, les deux versions faisant l'objet de nombreuses éloges.
Version ST-V
Sega Mag rappelle que DecAthlete « fit fureur dans les salles d´arcade en 1996 ».
Version Saturn
Au Royaume-Uni, le magazine Sega Saturn Magazine fait état d'une « brillante conversion du jeu d'arcade » sur cette console, ce que Saturn Power confirme en évoquant « l'une des meilleures conversion depuis le système d'arcade Sega Titan ».
En France, le site Sega Mag considère Athlete Kings comme « l'un des meilleurs titres d'olympiades de l'histoire du jeu vidéo », décrivant « une conversation quasi chirurgicale de la version arcade » et soulignant « une finesse rarement vue sur Saturn, des graphismes en haute résolution, un souci du détail hors du commun, une netteté visuelle de tous les instants, des animations irréprochables durant les épreuves, zéro ralentissement et une ambiance sonore correcte ».
En revanche, Saturn Power regrette qu'il n'y ait pas plus de disciplines proposées ainsi que l'absence d'un mode quatre joueurs.

### Postérité
En février 1998, le magazine britannique Saturn Power dresse un « top 100 » des jeux Saturn européens et positionne Athlete Kings à la 48e place, derrière Victory Boxing, et le nomme 3e meilleur jeu de sport de la console (cette catégorie ne tenant pas compte des jeux de course et de football), également derrière Victory Boxing.
En 2005, le site Sega Mag estime Athlete Kings comme « LE meilleur jeu d´épreuves multi-genre de tous les temps », loin devant la série des Track and Field.

## Rééditions
Athlete Kings a été réédité, sous son nom japonais original DecAthlete, au sein de la compilation Sega Ages 2500 Series Vol. 15: DecAthlete Collection, sortie le 29 juillet 2004 sur PlayStation 2, uniquement au Japon.